# ویلتون (داکوتای شمالی)
ویلتون(به انگلیسی: Wilton) شهری در ایالت داکوتای شمالی کشور ایالات متحده آمریکا است که جمعیت آن در سرشماری سال ۲۰۱۰ میلادی، ۷۱۱ نفر بوده‌است.